# João Neto
João Neto, né le 28 décembre 1981 à Coimbra, est un judoka portugais évoluant en moins de 81 kg (poids mi-moyens).
Souvent placé mais jamais médaillé dans les championnats internationaux juniors, Neto participe à ses premiers championnats d'Europe seniors en 2003 lors desquels il échoue au pied du podium en moins de 73 kg (catégorie dans laquelle il combattait alors). Quelques mois plus tard, il remporte la médaille de bronze aux championnats du monde organisés à Osaka. Cette performance lui permet de se qualifier pour les Jeux olympiques d'Athènes prévus l'année suivante. Lors de ceux-ci, écarté du tableau principal par le Moldave Victor Bivol, le Portugais est sorti des repêchages par l'Américain Jimmy Pedro devant ainsi se contenter d'une septième place finale. Quatre années plus tard, il se qualifie de nouveau pour les Jeux olympiques organisés à Pékin cette fois. Quatre podiums décrochés entre 2007 et 2008 dans des tournois de coupe du monde ainsi que le premier titre européen de sa carrière remporté dans son pays à Lisbonne lui ont permis de terminer la période de qualification olympique au premier rang européen.

## Palmarès

### Championnats du monde
- Championnats du monde 2003 à Osaka (Japon) :
  -  Médaille de bronze en moins de 73 kg (poids légers).

### Championnats d'Europe
| Catégorie / Année              | 2003 | 2006 | 2008 |
| ------------------------------ | ---- | ---- | ---- |
| Moins de 73 kg Poids légers    | 5e   | -    | -    |
| Moins de 81 kg Poids mi-moyens | -    | 7e   | 1er  |